# Johanna Omolo
Johanna Ochieng Omolo (Nairobi, 31 luglio 1989) è un calciatore keniota, centrocampista svincolato.

## Caratteristiche tecniche
È un mediano.

## Carriera

### Nazionale
Ha esordito con la nazionale keniota il 9 febbraio 2011 in occasione dell'amichevole persa 2-0 contro il Sudafrica.

## Palmarès

### Club

#### Competizioni nazionali
- Tweede klasse: 2

Anversa: 2016-2017
Cercle Bruges: 2017-2018